# (73353) 2002 JW135
(73353) 2002 JW135 – planetoida z pasa głównego asteroid okrążająca Słońce w ciągu 5 lat w średniej odległości 2,92 j.a. Odkryta 9 maja 2002 roku.